# Коновалова, Светлана Игоревна
Светла́на И́горевна Конова́лова (род. 10 февраля 1990 года, пгт Шилово, Рязанская область) — российская биатлонистка и лыжница, чемпионка Паралимпийских игр 2014 года в Сочи в смешанной эстафете по лыжным гонкам и на биатлонной дистанции 12,5 км сидя. Всего на домашних Играх завоевала пять наград: две золотых, две серебряных и одну бронзовую; в лыжной гонке на 5 км стала пятой. Бронзовый призёр чемпионата мира 2013 в шведском Соллефтео в биатлонной гонке на 10 км. Дважды выигрывала Кубок мира IPC по биатлону (2011/2012, 2013/2014). Мастер спорта России международного класса.

## Награды
- Орден «За заслуги перед Отечеством» IV степени (17 марта 2014 года) — за большой вклад в развитие физической культуры и спорта, высокие спортивные достижения на XI Паралимпийских зимних играх 2014 года в городе Сочи[3]

## Результаты на Кубке мира

### Биатлон
Сезон 2011/2012: 1-е место (545 очков), 8 гонок, 5 подиумов.
Сезон 2012/2013: 4-е место (481 очко), 5 гонок, 2 подиума.
Сезон 2013/2014: 1-е место (635 очков), 8 гонок, 6 подиумов.

#### Победы
| Дата       | Место проведения         | Дистанция         | Промахи | Время   | Отчёт                                                     |
| ---------- | ------------------------ | ----------------- | ------- | ------- | --------------------------------------------------------- |
| 28.01.2012 | Кэйбл                    | спринт (6 км)     | ?       | 27:52,0 | Призёры                                                   |
| 20.03.2013 | Сочи (финальный этап)    | спринт            | 1       | 20:21,9 | Призёры                                                   |
| 21.03.2013 | Сочи (финальный этап)    | длинная (12,5 км) | 0       | 51:24,1 | Призёры                                                   |
| 17.12.2013 | Кэнмор                   | длинная           | 3       | 41:53,4 | Протокол Архивная копия от 9 июня 2016 на Wayback Machine |
| 12.01.2014 | Вуокатти                 | пасьют (10 км)    | 0       | 39:31,3 | Протокол Архивная копия от 9 июня 2016 на Wayback Machine |
| 26.01.2014 | Оберрид (финальный этап) | средняя (10 км)   | 0       | 38:08,8 | Протокол Архивная копия от 3 июня 2016 на Wayback Machine |

### Лыжные гонки
Сезон 2011/2012: 3-е место (473 очка), 10 гонок, 2 подиума.
Сезон 2012/2013: 8-е место (279 очков), 4 гонки, 1 подиум.
Сезон 2013/2014: 4-е место (389 очков), 8 гонок, 3 подиума.
До эстафеты на Паралимпийских играх 2014 ни разу не побеждала на международных стартах.

## Семья
После рождения с тяжёлой травмой позвоночника Свету оставили в детском доме. Когда ей исполнилось 23 года, Светлана случайно узнала, что у неё есть сестра Евгения, и они встретились. Евгения Куликова была волонтёром Паралимпиады в Сочи.